# Loeskeobryum cavifolium
Loeskeobryum cavifolium är en bladmossart som beskrevs av Fleischer och Brotherus 1925. Loeskeobryum cavifolium ingår i släktet Loeskeobryum och familjen Hylocomiaceae. Inga underarter finns listade i Catalogue of Life.